# Högskolan i Borås
Högskolan i Borås är en svensk, statlig högskola som grundades 1977 och har  idag (2025) omkring 21 000 registrerade studenter.

## Verksamhet
Högskolan i Borås är mest känd för textilutbildningar och utbildningar inom biblioteks- och informationsvetenskap. Högskolan ger även utbildningar inom ämnena teknik, ekonomi, informatik, pedagogik, vårdvetenskap och polisiärt arbete. Vid högskolan bedrivs även forskning och samverkan.
Högskolan i Borås har fem examenstillstånd på forskarnivå inom fyra områden: Biblioteks- och informationsvetenskap, Människan i vården, Resursåtervinning samt Textil och mode (generell och konstnärlig). Högskolan i Borås ett av fyra lärosäten i Sverige som har tillstånd att bedriva konstnärlig forskarutbildning. 
Mats Tinnsten är högskolans rektor sedan 2019. Styrelseordförande är Anna Nilsson-Ehle (sedan 2023).
Högskolan i Borås består av fyra akademier med institutioner.  
De fyra akademierna benämns:
- Akademin för textil, teknik och ekonomi
- Akademin för vård, arbetsliv och välfärd
- Akademin för bibliotek, information, pedagogik och IT
- Akademin för polisiärt arbete

Högskolans vision är: Tillsammans tar vi ansvar för framtiden. Genom profilering av utbildning och forskning gör vi skillnad.
Främjad mångfald, jämställdhet och tillgänglighet samt att minska miljöbelastningen från den dagliga verksamheten är aspekter som högskolan beaktar och högskolan har ett certifierat miljöledningssystem enligt den internationella standarden ISO 14001.
Som en del av Högskolan i Borås ingår även Science Park Borås 

## Historik
Högskolan i Borås grundades genom högskolereformen 1977. Då fanns två utbildningar: förskoleseminariet (grundat 1966) och Bibliotekshögskolan (inrättad 1972).

### Högskolan i årtal
- 1866 Tekniska Väfskolan grundas

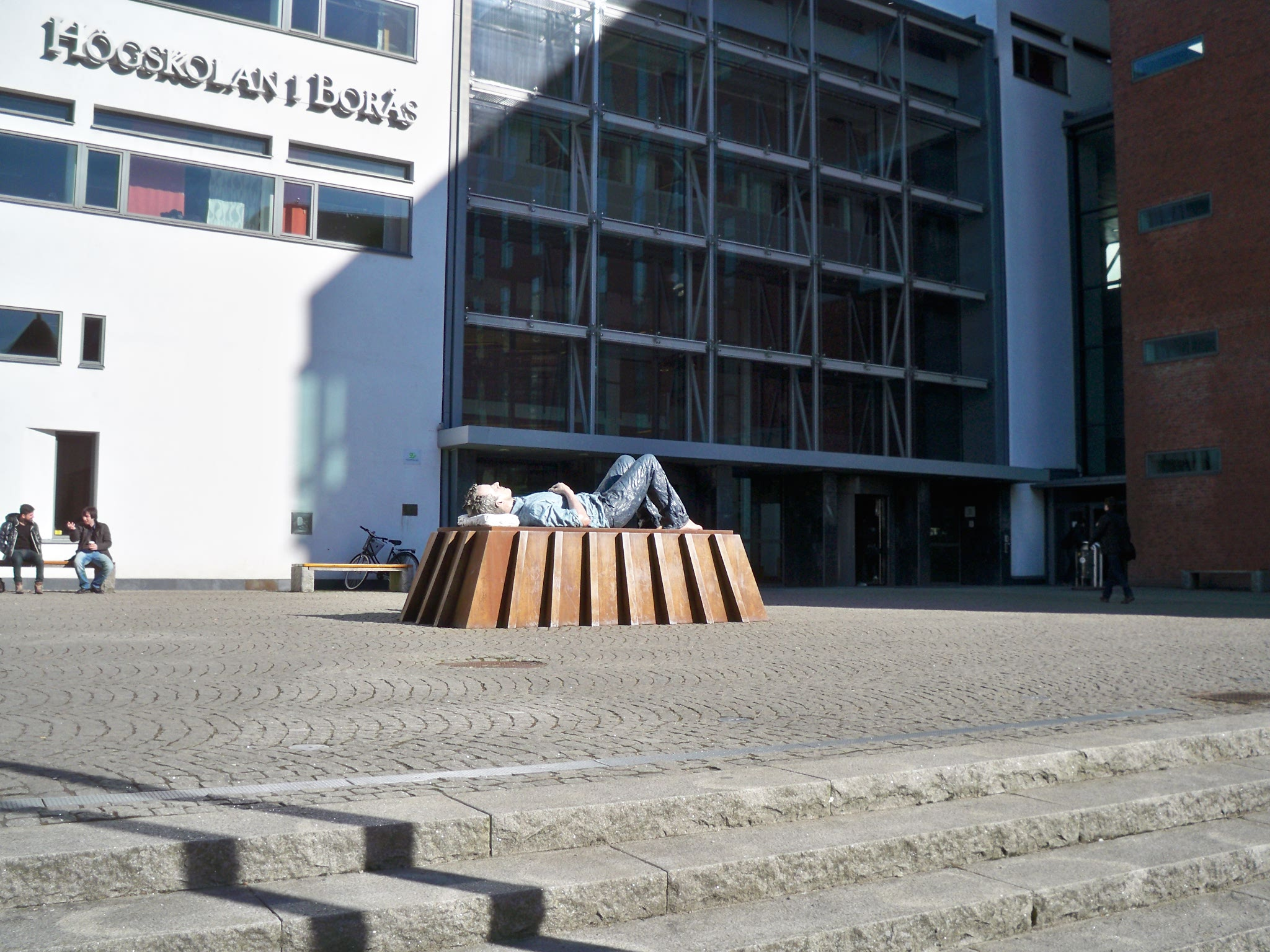
Utanför högskolans biblioteksbyggnad finns bronsskulpturen Catafalque (2003) av den brittiske skulptören Sean Henry.

- 1936 Tekniska Väfskolan blir Textilinstitutet
- 1940 Västra Sveriges sjuksköterskeskola bildas
- 1966 Förskollärarseminariet i Borås grundas
- 1970 Universitetskurser från Göteborgs universitet utlokaliseras
- 1972 Bibliotekshögskolan etableras i Borås
- 1977 Högskolan i Borås grundas.
- 1980 Ekonom- och datautbildningar startar
- 1982 Textilinstitutet förstatligas och blir Institutionen Textilhögskolan
- 1989 Ingenjörsutbildningen startar
- 1991 Den kommunala handvävningsutbildningen blir en del av högskolan
- 1995 Högskolan får rätt att utfärda magisterexamen
- 1996 Professur i biblioteks- och informationsvetenskap inrättas
- 1999 Vårdhögskolan blir en institution vid Högskolan i Borås
- 2000 Första professorsinstallationen
- 2004 Högskolans nya bibliotek invigs
- 2005 Ansökan om att få bli Sveriges första professionsuniversitet lämnas till regeringen
- 2007 Högskolan får rätt att ge utbildningar på masternivå
- 2010 Högskolan får examenstillstånd på forskarnivå inom fyra områden
- 2013 Textilhögskolan flyttar till Textile Fashion Center och Högskolan i Borås får ett samlat campus
- 2014 Högskolan genomför sin första doktorspromotion
- 2014 Högskolan genomgår en stor omorganisation
- 2016 Högskolan får examenstillstånd på forskarnivå inom ett femte område
- 2021 Högskolan inrättar Akademin för polisiärt arbete

### Rektorer
- 1977: Ulf Dittmer
- 1977–1989: Nils-Bertil Faxén
- 1989–2001: Anders Fransson
- 2001–2005: Said Irandoust
- 2006–2011: Lena Nordholm
- 2011–2018: Björn Brorström
- 2019–: Mats Tinnsten

### Prorektorer
- 1994–1997: Peter Apell
- 1997–2000: Romulo Enmark
- 2000–2001: Staffan Lööf
- 2001–2005: Lena Nordholm
- 2005–2006: Kaj Lindecrantz
- 2006–2011: Björn Brorström
- 2011–2016: Martin Hellström
- 2016–2017: Jenny Johannisson
- 2017–2018: Jörgen Tholin
- 2019–: Kim Bolton

## Organisation
Högskolan organiserad i fyra akademier med ett samlat verksamhetsstöd.
Akademierna benämns:
- Akademin för textil, teknik och ekonomi, inklusive Textilhögskolan

Vid denna akademi bedrivs utbildningar inom textil, ingenjörs- och teknikutbildningarna samt ekonomi.
- Akademin för vård, arbetsliv och välfärd

Här bedrivs utbildning och forskning inom vårdvetenskap, vård- och omsorgsadministration, arbetsvetenskap och offentlig förvaltning.
- Akademin för bibliotek, information, pedagogik och IT, inklusive Bibliotekshögskolan

Här bedrivs utbildning inom biblioteks- och informationsvetenskap, informationsteknologi samt inom pedagogik.
- Akademin för polisiärt arbete

Här bedrivs Polisprogrammet som är en uppdragsutbildning på uppdrag från Polismyndigheten. 
Högskolans bibliotek är numera en del av det samlade verksamhetsstödet.

### Tidigare organisation
Fram till 30 juni 2014 var Högskolan i Borås organiserad i nedanstående sex institutioner. 
- Institutionen Biblioteks- och Informationsvetenskap/Bibliotekshögskolan
- Institutionen Handels- och IT-högskolan
- Institutionen Ingenjörshögskolan
- Institutionen för pedagogik
- Textilhögskolan
- Institutionen för vårdvetenskap.

Härutöver fanns två serviceenheter Bibliotek & läranderesurser samt Gemensamma förvaltningen.

## Forskning

### Examenstillstånd för forskarutbildning
2010 fick Högskolan i Borås examenstillstånd för forskarutbildning inom tre områden: Biblioteks- och informationsvetenskap, Textil och mode (såväl generella som konstnärliga) samt Resursåtervinning. 2016 tillkom examenstillstånd för området Människan i vården.

### Professorer
Högskolan i Borås har 49 professorer (2024).